# تیراندازی با کمان در المپیک تابستانی ۱۹۲۰
تیراندازی با کمان در بازی‌های المپیک تابستانی ۱۹۲۰ نام رویداد ورزش تیراندازی با کمان در بازی‌های المپیک تابستانی بود که در سال ۱۹۲۰ برگزار شد. این مسابقات بعد از ۱۲ سال عدم برگزاری که بعد از تیراندازی با کمان در بازی‌های المپیک تابستانی ۱۹۰۸ بود که به علت جنگ جهانی اول بود برگزار شد. در این مسابقات تنها ورزشکاران سه کشور که ۱۴ ورزشکار از کشور بلژیک حضور داشتند و هلند و فرانسه هر کدام ۸ ورزشکار که همگی آن‌ها مرد بودند.

## جدول مدال‌ها
| رتبه | کشور         | طلا | نقره | برنز | مجموع |
| ۱    | بلژیک (BEL)  | ۸   | ۴    | ۲    | ۱۴    |
| ۲    | فرانسه (FRA) | ۱   | ۴    | ۱    | ۶     |
| ۳    | هلند (NED)   | ۱   | ۰    | ۰    | ۱     |

## کشورهای شرکت کننده
۳۰ ورزشکار از ۳ کشور در این مسابقات به رقابت با یک دیگر پرداختند:
- بلژیک (۱۴)
- فرانسه (۸)
- هلند (۸)